# ニューデパートダイカイ
ニューデパートダイカイは三重県松阪市京町にあった百貨店。1967年に開店、1982年に松阪ニューデパート駅前店（まつさかニューデパートえきまえてん）に転換したのち、1989年に閉店した。

## 概要
三交百貨店松阪店（1965年開店→2006年閉店）、近鉄東海松阪店（1973年開店→1977年閉店、1978年から1982年まではジャスコ松阪店、1982年から1984年までは松阪ニューデパートみなとまち店、1988年にBaX松阪店となり、のちに閉店）と並んで、1975年（昭和50年）頃の松阪駅前における三大百貨店の一つであった。
5階（一部10階）建てのビルで、10階が回転展望台（レストラン）となっていたのが、大きな特徴であった。

## 沿革
1966年（昭和41年）、元国鉄診療所跡地であった松阪市の市有地を民間企業が買収、4階（一部10階）建ての貸店舗ビル「松阪タワー・西村合同ビル」を建設した。
当時、松阪市新町に本店を置いていた小売業者株式会社ダイカイが同ビルの1階から4階までに本店を移転、1967年（昭和42年）にニューデパートダイカイとして開店する。
1970年（昭和45年）には従来店舗の西側に新館を新築するなど、5階（一部10階）建て、売り場面積を約2倍に増床し、当時三重県下において、ジャスコオカダヤ四日市店に次ぐ2番目の規模の百貨店となった。
その後、株式会社ダイカイの経営状況が悪化し、1982年（昭和57年）にはジャスコ株式会社の全面支援を受けることとなり、株式会社ダイカイを株式会社松阪ニューデパートとして再発足させ、松阪市船江町の店舗（ダイカイホームセンター）や伊勢市の店舗（伊勢ダイカイ）などは閉鎖し、ニューデパートダイカイを松阪ニューデパート駅前店、松阪市湊町にあったジャスコ松阪店を松阪ニューデパートみなとまち店とする2店舗体制で営業することとなった。
しかし、みなとまち店については、営業不振により1984年（昭和59年）に閉店。
駅前店についても、松阪市船江町のダイカイホームセンター跡にジャスコと共同で建設を計画していた松阪ショッピングセンター（仮称）へ移行するべく、ビルの賃貸契約が満了する1987年（昭和62年）9月で閉店させる予定であったが、ショッピングセンター建設のめどがたたないなどの理由から賃貸契約を2年延長、1989年（平成元年）に閉店した。

### 年表
- 1948年（昭和29年）9月18日 - 設立[9]
- 1967年（昭和42年）1月7日 - 松阪タワー・西村合同ビル起工式[10]。
- 1967年（昭和42年）9月21日 - 松阪タワー・西村合同ビルが完成、ビル内に株式会社ダイカイが運営する百貨店ニューデパートダイカイが開店[11]。
- 1970年（昭和45年）10月23日 - 売り場面積を約2倍に増床[1]。
- 1977年（昭和52年）9月22日 - 防災工事に伴い、全館新装[12]。
- 1982年（昭和57年）5月5日 - ニューデパートダイカイが閉店[13]。
- 1982年（昭和57年）5月14日 - 株式会社松阪ニューデパートが運営する松阪ニューデパート駅前店として開店[13]。
- 1989年（平成元年）8月31日 - 松阪ニューデパート駅前店が閉店[14]。
- 1995年（平成7年）
  - 2月 - 株式額面変更の目的で株式会社ブルーグラスを株式額面変更の目的で吸収合併し、株式会社ブルーグラスに商号変更[9]。
  - 11月 - 株式会社ブルーグラス（旧・株式会社松阪ニューデパート）が株式を店頭登録[9]。